# Köttets frukter
Köttets frukter är inom kristendomen personlighetsdrag som baseras på människans inneboende natur, egot, med sina lustar och begär. Denna natur ligger i fiendskap med Den Helige Anden. 
Uttrycket kommer från  Nya Testamentet i Bibeln där Paulus skriver i Galaterbrevet (Kap. 5) om köttets och Andens frukter
När människan väljer att följa Gud behöver denna också välja bort att följa sitt eget kötts begär. Köttet är emot Anden och Anden är emot köttet. Om man lever ett köttsligt liv så kommer det att visa sig genom de frukter som köttet ger. 
Paulus räknar upp exempel på köttets frukter. 
- Otukt
- Orenhet
- Lösaktighet
- Avgudadyrkan
- Svartkonst
- Fiendskap
- Kiv
- Avund
- Vredesutbrott
- Gräl
- Splittringar
- Villoläror
- Illvilja
- Fylleri
- Utsvävningar m.m.

I Romarbrevet skriver Paulus att människan blir rättfärdig inför Gud genom att tro. Men frälsningen innebär också att bestämma sig för att med den helige Andes hjälp välja bort sitt eget kötts begär. Paulus säger i Gal. 5:21 att de som lever i köttet inte ska få ärva Guds rike. 
Men hur kan man välja bort köttets begär? Köttets frukter visar ju hur folk beter sig överallt. I Gal. 5:24 förklarar Paulus att den som har tagit emot Jesus genom att bli frälst också har korsfäst sitt kött genom Jesu korsfästelse och död. Vi får alltså tillgodoräkna oss Jesu kroppsliga död till vårt kött. Vårt kött blev dödat när Jesus dog på korset och en som är död har inga begär. Ett liv i Anden ger alltså frihet från köttets begär.